# Delizia della Diamantina
La Delizia della Diamantina è un edificio storico che si trova vicino a Casaglia nella frazione Diamantina del comune di Vigarano Mainarda.

## Origini del nome

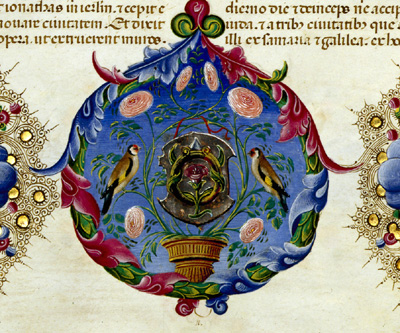
Impresa del Diamante nella Bibbia di Borso d'Este

La Diamantina prende il suo nome dall'impresa del Diamante della casata d'Este, già presente nella Bibbia di Borso d'Este  poi fatta propria dal duca Ercole I d'Este e che si riferisce chiaramente al diamante. Riccardo Bacchelli descrisse questo riferimento come il ricordo di una grandezza perduta in un territorio spopolato e povero.

## Storia

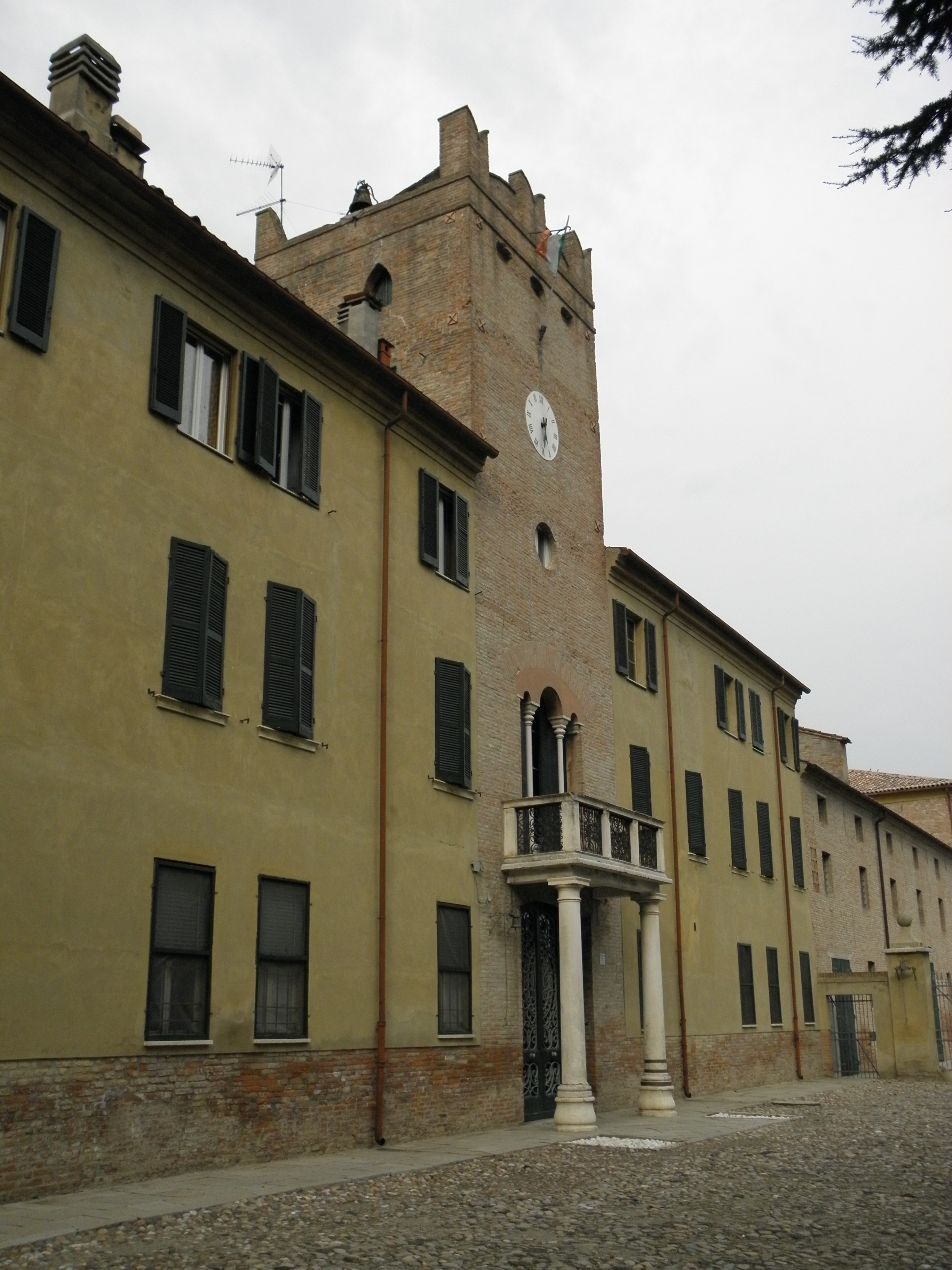
Delizia della Diamantina, particolare.

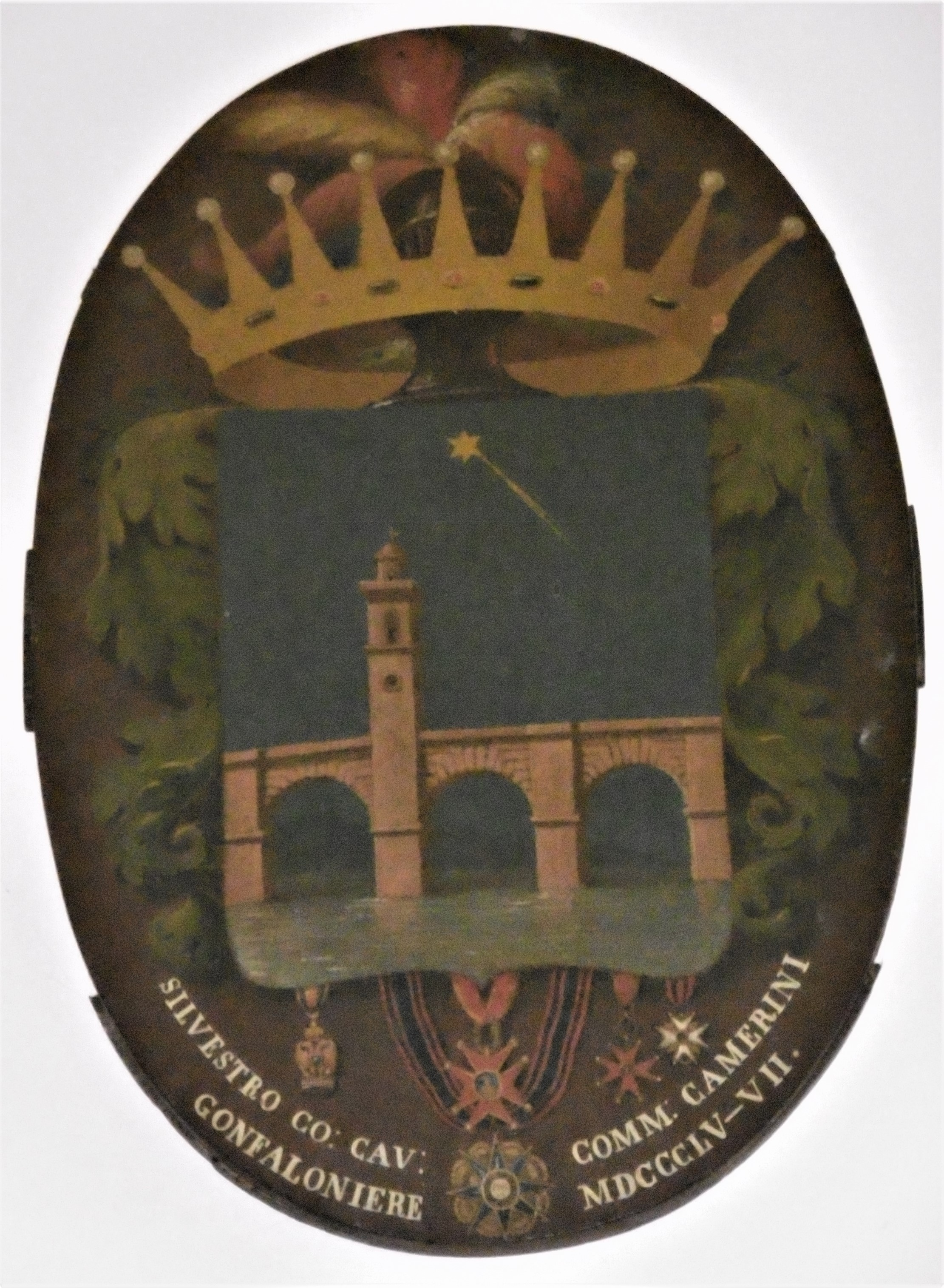
Stemma del Conte Cav. Comm. Silvestro Camerini

Borso d'Este realizzò una delle tante bonifiche ferraresi nel polesine a ovest di Ferrara, nella zona di Casaglia. Questi risanamenti del territorio, in quei tempi paludoso, continuarono sia durante la signoria degli Este sia dopo la devoluzione del ducato, col governo della Santa Sede. Sin dal XII secolo esisteva già una torre sul sito di antica colonizzazione romana e in posizione leggermente elevata, e fu solo a partire dal XV secolo che ai lati di questa fu costruita la struttura della futura Delizia.
La Delizia fu un'antica proprietà di Sigismondo I d'Este, fratello del duca Ercole I d'Este. Nel 1506 la comunità di Settepolesini cedette i diritti collettivi di uso delle valli a Ercole d'Este di San Martino, figlio di Sigismondo, che successivamente cederà pro-indiviso metà della possessione della tenuta alla duchessa Lucrezia Borgia, che si impegnerà a portare a compimento i lavori di bonifica a sue spese.
Dopo la perdita del ducato da parte degli Este l'edificio ebbe un periodo di decadenza, anche dovuto al suo relativo isolamento rispetto alle grandi vie di comunicazione. 
Nel 1827 l'intero latifondo sul quale si trova la Delizia venne acquistato da Silvestro Camerini, originario di Castel Bolognese e da tempo affermato imprenditore nel territorio ferrarese grazie ai suoi affari con il governo della Legazione apostolica di Ferrara. Nel 1866 la proprietà venne trasferita al nipote Giovanni Camerini e successivamente entrò tra i beni a disposizione di Enzo Cavallari che ha trasformato parte della struttura in un museo della civiltà contadina con macchine agricole, attrezzature e strumenti tipici del lavoro nei campi sino alla metà del XX secolo.

## Descrizione
La parte centrale della costruzione è caratterizzata dalla torre in muratura a vista e merlata, con orologio. Il portale di accesso è ornato e protetto da un balcone sorretto da due colonne in marmo in stile dorico. Al primo piano si accede al balcone attraverso un'apertura a trifora con due colonne. Le parti laterali hanno un aspetto più rustico da villa di campagna e si allargano dando all'insieme una forma monumentale